# ایستگاه هارسیموس کوو
ایستگاه هارسیموس کوو ایستگاهی در مسیر خط قطار ریلی سبک هادسون-برگن (HBLR) است که در مرکز خرید مترو پلازا درایو (انگلیسی: Metro Plaza Drive) در بخش هارسیموس (انگلیسی: Harsimus Section) مرکز شهر جرسی سیتی، در نیوجرسی واقع شده‌است. این ایستگاه به انشعابات خیابان ۸ -هابوکن و خیابان وست ساید -خیابان تونل در همه ساعات، و شاخه بایون فلایر در ساعات شلوغ، سرویس دهی دارد.
ایستگاه هارسیموس کوو در ۱۸ نوامبر ۲۰۰۰ افتتاح شد. در این ایستگاه دو مسیر و دو سکوی جانبی وجود دارد که هر کدام نیز یک سایبان دارند، که در یک مسیر با حق استفاده خصوصی با خیابان ۴ به سمت شمال و خیابان ۲ به سمت جنوب واقع شده‌است.

## طرح ایستگاه
| سطح زمین / پلتفرم خروج / ورودی و اتوبوس    | |
| سکوی جانبی، درها به سمت راست باز خواهند شد | |
| باند جنوبی                                 | ← شاخه وست ساید - تونل: به سمت خیابان وست ساید (Harborside) ← شاخه خیابان ۸ -هابوکن: به سمت خیابان 8 (بندرگاه) ← شاخه بایون فلایر: در این ایستگاه متوقف نمی‌شود |
| باند شمالی                                 | → شاخه وست ساید - تونل: به سمت خیابان Tonnelle (نیوپورت) → شاخه خیابان ۸ -هابوکن: به سمت هابوکن (نیوپورت) → شاخه بایون فلایر: در این ایستگاه متوقف نمی‌شود      |
| سکوی جانبی، درها به سمت راست باز خواهند شد | |

## نگارخانه

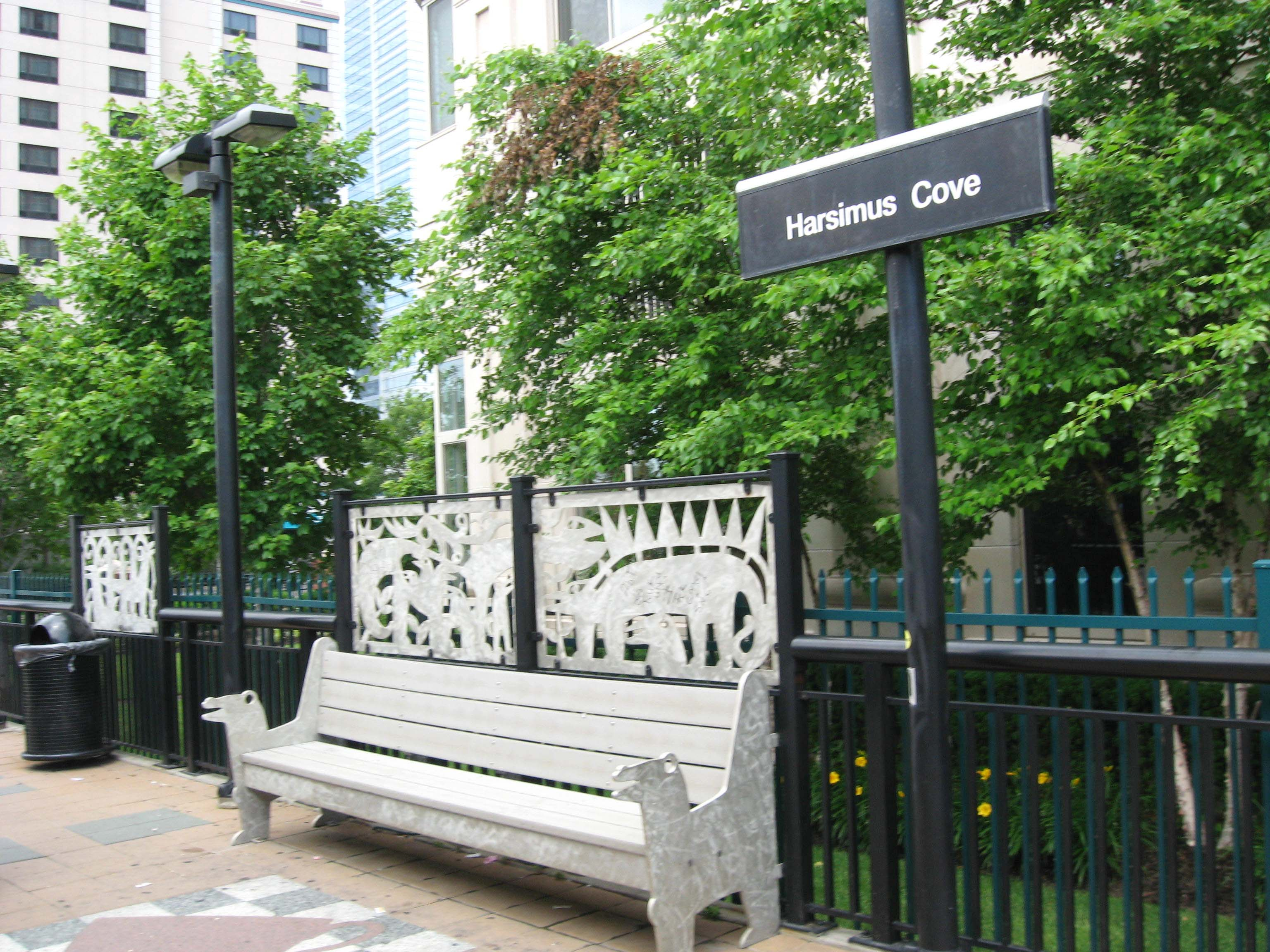
نیمکتی روی سکوی شمالی. (۲۰۰۸)
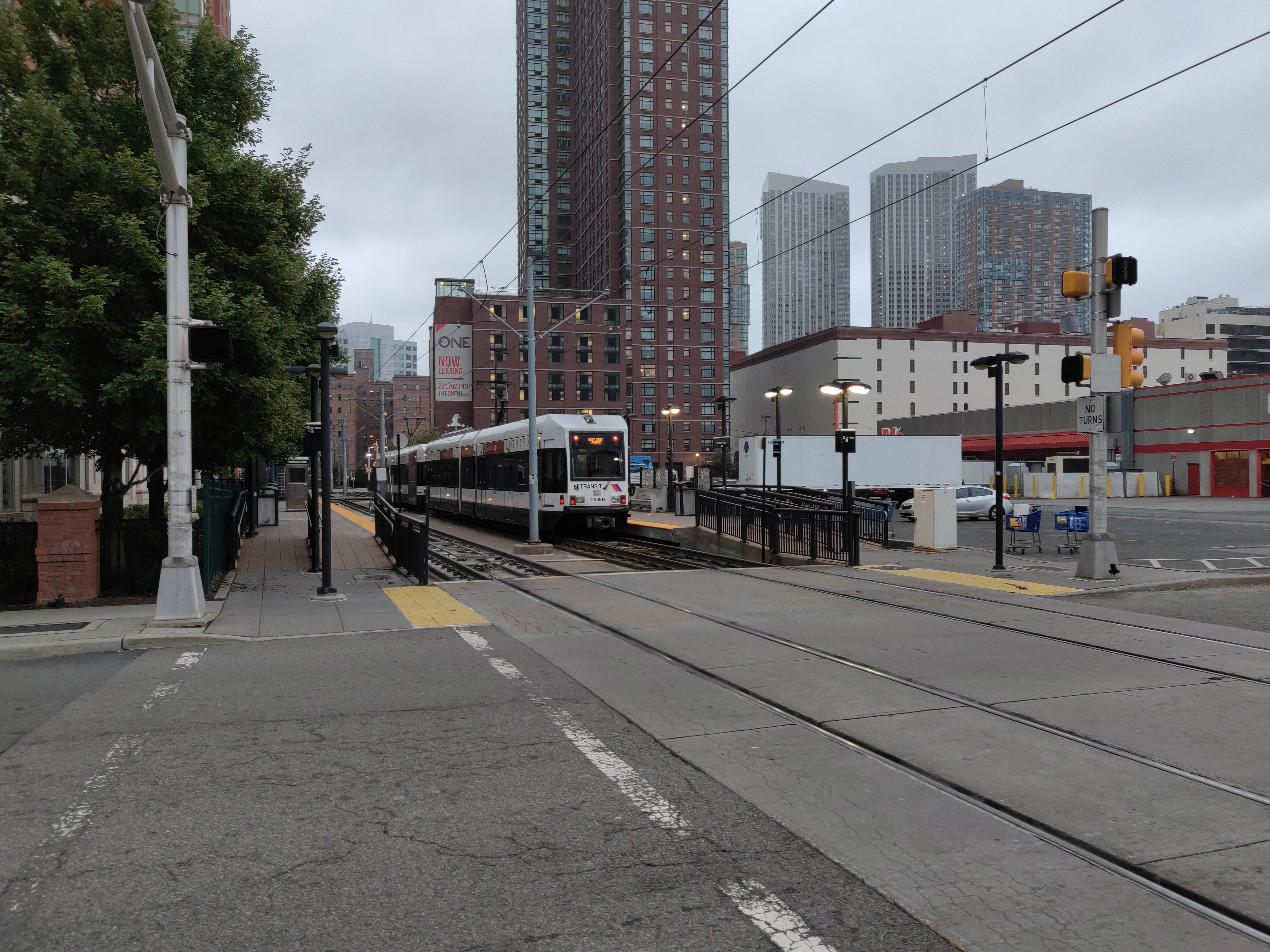
عبور  RRاز شمال ایستگاه در خیابان ۴. (۲۰۱۸)